# Hyetussa mesopotamica
Hyetussa mesopotamica là một loài nhện trong họ Salticidae.
Loài này thuộc chi Hyetussa. Hyetussa mesopotamica được María Elena Galiano miêu tả năm 1976.